# جزر البهاما في الألعاب الأولمبية
جزر البهاما في الألعاب الأولمبية الألعاب الأولمبية هي من أهم الأحداث الرياضية في جزر البهاما، تقوم اللجنة الأولمبية الباهامية بالإشراف في شؤون مشاركة جزر البهاما في الألعاب الأولمبية، شاركت جزر البهاما أول مرة في الألعاب الأولمبية في دورة 1952 في هلسنكي في فنلندا، فازت جزر البهاما حتى الآن في مشوارها في الألعاب الأولمبية الصيفية بمجموع 12 ميدالية في الألعاب الأولمبية الصيفية منها 5 ذهبيات و 2 فضية و 5 برونزية، وأكثر الرياضات التي تنافس فيها هي ألعاب القوى في سباقات المسافات القصيرة وكذلك في الإبحار.